# Ignacio Manuel Altamirano, Puebla
Ignacio Manuel Altamirano är en ort i Mexiko.   Den ligger i kommunen Tlahuapan och delstaten Puebla, i den sydöstra delen av landet, 60 km öster om huvudstaden Mexico City. Ignacio Manuel Altamirano ligger 2 668 meter över havet och antalet invånare är 1 406.
Terrängen runt Ignacio Manuel Altamirano är huvudsakligen kuperad, men österut är den platt. Terrängen runt Ignacio Manuel Altamirano sluttar brant österut. Runt Ignacio Manuel Altamirano är det ganska tätbefolkat, med 134 invånare per kvadratkilometer. Närmaste större samhälle är San Martin Texmelucan de Labastida, 17,7 km sydost om Ignacio Manuel Altamirano. Trakten runt Ignacio Manuel Altamirano består till största delen av jordbruksmark.